# Альхассан, Рахим
Абдель Рахим Альхассан Бонкано (фр. Abdel Rahim Alhassane Bonkano; род. 1 января 2002, Абуджа) — нигерский и испанский футболист, защитник клуба «Рекреативо» и национальной сборной Нигера.

## Карьера

### «Райо Махадаонда»

#### Аренда в «Химнастику Сеговиану»
В конце декабря 2020 года футболист присоединился к клубу «Паракуэльос Антамира», который являлся фарм-клубом «Райо Махадаонды». В январе 2021 года футболист подписал контракт с «Райо Махадаондой», после чего единожды попал в заявку основной команды клуба. В сентябре 2021 года футболист на правах арендного соглашения присоединился к клубу «Химнастика Сеговиана». Дебютировал за клуб футболист 17 октября 2021 года в матче против клуба «Саламанка», выйдя на замену на 86 минуте. На протяжении сезона футболист выступал как игрок скамейки запасных, так и как игрок стартового состава, однако результативными действиями не отличился. По итогу сезона футболист завершил чемпионат в зоне стыкового матча, в котором участие не принимал. По окончании срока арендного соглашения футболист покинул клуб.

#### Сезон 2022/23
В июле 2022 года футболист, вернувшись из аренды, начал подготовку к новому сезону с основной командой «Райо Махадаонды». Дебютировал за клуб футболист 3 сентября 2022 года в матче против клуба «Альхесирас», выйдя на замену в начале второго тайма. Первым результативным действием за клуб футболист отличился 11 декабря 2022 года в матче против клуба «Понтеведра», отдав голевую передачу. На протяжении сезона футболист выступал за клуб в роли одного из основных игроков, отличившись своей единственной результативный передачей, однако с февраля 2023 года футболист оставшуюся часть чемпионата на скамейке запасных. По итогу сезона футболист вместе с клубом завершил чемпионат на итоговом четырнадцатом месте. По окончании сезона футболист покинул испанский клуб.

### «Рекреативо»
В августе 2023 года футболист на правах свободного агента присоединился к испанскому клубу «Рекреативо», подписав контракт на 2 года с опцией продления. Дебютировал за клуб футболист 27 августа 2023 года в матче против клуба «Интерсити», выйдя на поле в стартовом составе. Первым результативным действием за клуб футболист отличился 11 ноября 2023 года в матче против клуба «Атлетико Мадрид B», отдав голевую передачу. Дебютным забитым голом за клуб футболист отличился 10 декабря 2023 года в матче против клуба «Линарес Депортиво».

## Международная карьера
Выступал за молодёжную сборную Нигера до 20 лет. В марте 2023 года футболист получил вызов в национальную сборную Нигера. Дебютировал за сборную футболист 23 марта 2022 года в товарищеском матче против сборной Мозамбика. В июне 2023 года футболист в составе молодёжной сборной Нигера до 23 лет принимал участие в матчах молодёжного Кубка африканских наций.